# ドラえもんのひみつ道具 (る-ろ)
ドラえもんのひみつ道具 (る-ろ) では、藤子・F・不二雄の漫画『ドラえもん』、『大長編ドラえもん』(VOL.1〜17)、藤子・F・不二雄のその他の著作に登場するひみつ道具のうち、読みが「る」で始まるものから「ろ」で始まるものまでを列挙する。

## ルームガードセット
ルームガードセットは、「ルームガードセット」（てんとう虫コミックス『ドラえもん プラス』第1巻に収録）に登場する部屋への侵入を阻止するためのセキュリティシステムとしてのひみつ道具。
セット内容は以下のとおり。
レーダー
部屋へ通じる通路（廊下など）に仕掛けておく。誰かが部屋に接近すると室内のモニターに警報が鳴り、画面に様子が映し出される。
X線探知機
やはり通路に仕掛ける。接近者が銃火器や刃物などを所持していないかをチェックする。
パスワード識別ロック
部屋のドアに仕掛けておく。事前に登録した合言葉を言わなければドアが開かないようになるが、内部から外に出ることは可能。合言葉は上書きで容易に登録し直すこともできる。また、「ゴマロック」とは異なり、このロックを仕掛けたドア以外（窓など）からも入ることができなくなる。
電撃銃
ドアの向かいの壁に仕掛ける。ドアを開けようとした者が1分（テレビアニメ第2作第2期では30秒、のちに1分に戻る）以内に合言葉を言わなければ、電撃で狙撃する。
なお、部屋への接近する者が入室を許可された者か否かを識別する機能は、合言葉以外に一切ない。のび太は部屋にセットを仕掛けた後、自分が上書きで登録した合言葉（早口言葉）を言い間違え、自ら電撃を受けてしまった。
また、外部から他の道具（通りぬけフープなど）で侵入しようとすると、パスワード識別ロックがその道具の効果を打ち消してしまう（ただし、どこでもドアなどの空間を超越する道具なら侵入できる可能性がある）。原作では、パスワードを解除したらどうなるのかは描かれていなかったが、テレビアニメ第2作第2期「のび太のエビフライ」ではライトが青く光って扉が開く設定になった。

## ルームスイマー
ルームスイマーは、「ルームスイマー」（てんとう虫コミックス第18巻に収録）に登場する。
風呂桶ほどの大きさの巨大なゼリーの固まりだが、特殊なクリーム（第2作第2期では「スイムクリーム」の名称が付けられている）を体に塗ることでこの中に入り、普通の水と同じように泳ぐことができるようになる。しかも水分は一切外部に漏れないため室内などどこでも泳ぐことができるうえ、自分が進むとルームスイマーも自動的に移動するのでいつまでも泳ぐことができる。
作中ではドラえもんが直接ポケットからホースを取り出してルームスイマーを出していたため、どのような容器に収まっているのかは描かれていない（アニメではドラえもんがホースを回して回収していた）。
スイマーから出る物体はクリームを塗った人以外が入ろうとしても跳ね返されてしまう。また、この物体は水によく似た温度になっており、長時間入っていると寒くなってくる。さらに、この物体に入った人は外部の力によって無理やり出ようとしても出られない。これがエピソードのオチにもなっていて、人間はこのホースで吸い取らないとルームスイマーから出られないという怖い性能であり、ホースを持ったドラえもんがうっかり出かけてしまったためのび太は溺れて死にかけてしまった。

## るす宅警報テレビ
るす宅警報テレビ（るすたくけいほうテレビ）は、『のび太と竜の騎士』に登場する。
家を留守にする際、家に何かが起きても出先で知ることのできる機械。何かが起きると「ビーッビーッ」とブザーが鳴り、家の様子がこのモニターテレビに映る。

## レーザー検査機
レーザー検査機（レーザーけんさき）は、『のび太の日本誕生』に登場する。
物体にレーザー光線を照射することで、その物体の内部構造や構成素材を分析することができる機械。
ギガゾンビの下僕であるツチダマの破片を分析するために用いられた。
なお原作中には道具の名称は登場しない。映画の作中でも名称は登場しないが、名称は「レーザー検査機」と設定しており、映画のムックに記している。「レーザー検査機」という名称は映画の公式サイトでも確認できる。
ひみつ道具の事典『ドラえもん最新ひみつ道具大事典』（2008年9月発行）では、便宜上の名称を「解析機」としている。

## レコード製造機
レコード製造機（レコードせいぞうき）は、「ジャイアンの心の友」（てんとう虫コミックス第11巻に収録）に登場する。
レコード（アナログディスクレコード）を作り出す機械。外観は古風な蓄音機のようで、歌を吹き込むと、レコードになって出てくる。ラベルには曲名、歌手名が自動的に印刷される（ちなみに作中ではメーカー名はノビタレコード）。コピーは何枚でも作ることができ、歌手本人の写真をあしらったジャケットを作ることもできる。
作中には道具の名称は登場しない。ひみつ道具の事典『〈スーパー・メカノ=サイエンス〉ドラえもん道具カタログ（2112年版）』（中央公論社刊）では名称を「レコード製造機」とし、『ドラえもん最新ひみつ道具大事典』（小学館刊）でも「レコード製造機」を便宜上の名称としている。
現実世界においては、個人でオーディオディスクを作る装置はレコードからコンパクトディスクに移行してから一般に販売されるようになった。

## レジャー用深海潜水艇
レジャー用深海潜水艇（レジャーようしんかいせんすいてい）は、「深海潜水艇たった二百円!!」（てんとう虫コミックス第42巻に収録）に登場する。
ドラえもんの道具ではなく、未来デパートからのダイレクトメールに載っていた新製品。レジャーに用いられる家庭用潜水艇で、デラックスタイプで110,033円、最も安い普及型でも50,015円。
気分だけ味わうための200円のペーパークラフトもある。紙工作とはいえ目測3メートルほどの大きさで、さらに内部は特殊空間で本物同様の広さになっている。紙なので水に濡らすことはできないが、乗り込んで空を飛ぶことができ、窓の「幻視フィルター」を通じて見ると、外の景色が海の景色に変換されて見える（草木は海草や珊瑚、家が古代遺跡、風船がクラゲ、人間が人魚や魚など）。前述の通り紙で出来てる為、火や水に弱く、石に当たっただけでも穴が開き、コントロールが利かなくなる。
作中では海底火山の火口へ落下し、のび太とドラえもんは潜水艇を脱出するが、黒こげになった二人は「なにが深海探検の気分だ!!(のび太)」「それは操縦がまずかったからじゃないか!!(ドラえもん)」と喧嘩をしていた（その光景を目の当たりにしたジャイアンとスネ夫は「俺たち乗らなくてよかったなあ」と安心していた）。

## レスキューボトル
レスキューボトルは、『ドラえもん のび太の日本誕生』『ドラえもん 新・のび太の日本誕生』に登場する。
瓶に救助犬を模した顔が付いた道具。遭難者を捜すためには、前もって遭難者の持ち物などで匂いを覚えさせる必要がある。ソリのように雪上を滑って遭難者を捜し出し、瓶の中に入っている薬用栄養ドリンクを飲ませ、仲間のもとまで連れ帰るという。作中では遭難者（のび太）を捜し出す途中でツチダマに「怪シイ・・・!」と衝撃波で破壊されてしまった。
レスキューボトル 大型動物用
アニメ第2作第2期「ぞうとおじさん」（2017年7月28日放送）で登場する。ボトル内のドリンクは同じものと思え、レスキューボトルは、ドリンクを飲めばどうなるかは作中では描かれていなかったが、飢餓により衰弱して動けなくなったゾウのハナ夫に飲ませたところ、再び活力が湧き元気に動き回れるほどの回復効果を発揮していた。

## レプリコッコ
声 - 不明（1987.5）→山田ふしぎ（2019.8）
レプリコッコは、「レプリコッコ」（てんとう虫コミックス第35巻に収録）に登場する。
ニワトリを模った道具で複製品（レプリカ）を生成する。ただし複製された物はオリジナルと比べて寸法が小さくなる。複製できる物は漫画本、オモチャ、食べ物、ぬいぐるみ、テレビに映ったもの（本物のゴジラ）など幅広い。
使い方はまず、レプリコッコに複製させたい物を見せながらくちばし型のスイッチを押す。そうすると卵が生まれるのでその卵を割ると、複製されたものが出てくる。ただし、大きさはミニチュアサイズである。また、卵にはさまざまな模様が描かれている。作中では、書店の主人は怪しんで、2度目からは「にわとりにみせるのおことわり」と言い出し、ジャイアンとスネ夫を門前払いした。
テレビアニメ第2作第1期（1987年放送）では使い方が異なり、複製させたい物を見せながらレプリコッコの頭部を押して、その後に尾羽のレバーを引くと卵が生まれる。複製させる対象の卵を作るという道具は、どちらかというと、タマゴコピーミラーに近い。

## レポーターロボット
声 - 真柴摩利（1985.10）→高戸靖広（2008.10）
レポーターロボットは、「レポーターロボット」（てんとう虫コミックス第40巻に収録）に登場する。
芸能レポーターのように様々なニュースを集めるロボット。ハンドマイクに手足の付いたような姿で、マイクの部分に目と口がある。言葉を話すことができ、空を飛ぶこともできる。知りたいニュースを頼めば、そのニュースにかかわる人物を執拗に追い回して取材をする。取材の模様は、専用のテレビモニターに映し出される。
その取材ぶりは、よく世間で批判されるしつこい芸能レポーターのようで、取材相手に会えなければ自宅の窓に飛び込んで取材を強要するほど。プライバシーも何もあったものではなく、取材される側にとっては迷惑この上ない。マイクに付いているスイッチを切れば取材は終了するが、うかつにスイッチに触れようとする者には、「知る権利」を理由に放電攻撃を行い黒焦げにする。
テレビアニメ第2作第2期「恋のウワサはやめられない」（2008年10月31日放送、「レポーターロボット」のアニメ化作品）では、付属品としてカメラの形をしたロボットが登場し、取材模様の撮影を行い、さらにモニターにはワイドショーなどで見られるテロップなども表示される。

## 連呼マシン
連呼マシン（れんこマシン）または選挙運動用連呼マシン（せんきょうんどうようれんこマシン）は、「ドラえもんとドラミちゃん」（てんとう虫コミックス『ドラえもん プラス』第4巻に収録）に登場する。
選挙運動用の道具で、アンテナを人に向けると、その人に誰かの名前を連呼させることができる。しかし、ただ連呼するというわけではなく、言おうとした他の単語が当人の意思に反してその名前に置き換えられてしまうので、会話が成立しなくなってしまう。
のび太を印象づけようとして、この道具でしずかと出木杉にのび太の名前を連呼させたが、大した効果はなかった。

## 連想式推理虫メガネ
連想式推理虫メガネ（れんそうしきすいりむしメガネ）は、「連想式推理虫メガネ」（てんとう虫コミックス第32巻に収録）に登場する。
推理したいことを言ってスイッチを入れると、その特徴から連想される事柄が次々に表示され、最後には推理結果に辿りつく。たとえば「なくなったどら焼きの行方」を推理すると「どら焼きは丸い」→「丸いはお月さま」→「お月さまは0点」→「0点はのび太」→「どら焼きはのび太の腹の中」。
例外もあり、作中ではジャイアンの行方を捜索する際、虫メガネが「ジャイアンはデブ」→「デブはブタ」と言った途端にジャイアンが「オレがブタだと!?」と怒って自ら姿を現したところを母ちゃんに捕まり、「のび太、覚えてろ〜っ!!」と叫んだ。
利用者に対しあからさまに様なディスってるような連想が特徴

## レントゲン
レントゲンは、「まんがか」（藤子・F・不二雄大全集第1巻に収録）に登場する。
レントゲンによって物の内部を調べる道具。手持ちのライトのような形で、調べたい物を照射すると、反対側に透視映像が映る。たとえば人が壁に向かい、背中をこの道具で照射すれば、胴の内部が壁に映し出される。

## 連発型不運光線銃
連発型不運光線銃（れんぱつがたふうんこうせんじゅう）は、「不運は、のび太のツヨーイ味方!?」（てんとう虫コミックス『ドラえもん プラス』第1巻に収録。藤子・F・不二雄大全集第14巻収録時に「空中シューズ」へと改題）に登場する。
この銃の放つ光線を浴びた者は、立て続けに不運に遭ってしまう。作中、のび太を諌めるためにドラえもんが使用したところ、のび太は正月でもないのに凧に絡まったりQ太郎に衝突したりと、あり得ない不運に見舞われることになった。
連発型幸運光線銃（れんぱつがたこううんこうせんじゅう）
テレビアニメ第2作第1期「空中シューズ」（1987年1月16日放送、映像ソフト未収録）に登場する。
連発型不運光線銃とは逆に、撃たれた者に連続して幸運が訪れる銃。作中では道具の名前が出たものの、修理中とのことで登場しなかった。

## ろく音フラワー
ろく音フラワー（ろくおんフラワー）は、「ろく音フラワー」（てんとう虫コミックス『ドラえもん プラス』第1巻に収録）に登場する。
音楽を栄養にして育つ花。植木鉢に種を蒔いておくと、間もなく発芽し、3時間ほどでつぼみをつけ、やがて花が咲く。そして成長の過程で周囲に流れていた音（音楽やラジオ放送、周囲の人間の会話や寝ている人のいびきなど）が、花の中から聞こえてくる。

## 録験機
録験機（ろくけんき）は、「録験機で楽しもう」（てんとう虫コミックス第31巻に収録）に登場する。
過去に体験したことを記録しておき、また後で体験を味わうことのできる道具。本体であるテープレコーダーにヘッドフォンが繋がったような構造をしている。ヘッドフォンを頭につけて体験を思い出すことで、その体験がコンパクトカセット状のテープに記録され、後でそのカセットを再生してヘッドフォンをつけると、その体験を五感で味わうことができる。人の体験を味わう以外にも、宇宙探検などの様々な体験がAVソフトのように売り出されている。
銀河のはてのなぞの惑星探検記（ぎんがのはてのなぞのわくせいたんけんき）
録験機用の市販ソフトの1つ。ドラえもんがのび太に試させたが、宇宙怪獣に襲われて唯一生き残った隊員の体験だったため、のび太は恐怖でひっくり返ってしまった。

## 六面カメラ
六面カメラ（ろくめんカメラ）は、「六面カメラ」（てんとう虫コミックス第24巻に収録）、『のび太の大魔境』に登場する。
ルービックキューブを象ったカメラ。写真に写る対象物を一方向から写し、シャッターを切ると、前・後・上・下・右・左の6方向が写った写真が各1枚計6枚その場で出てくるインスタントカメラ。
対象物は人や物を直接移すだけでなく、写真越しでも良い。例えば後姿しか映っていない人物写真でもこのカメラで写すと顔が分かる。
（たとえば、ある人物aの後ろ姿が写っている写真Aがあるとする。この写真Aを六面カメラで撮影すると、写真Aそのものを6方向から写した写真ではなく、写真Aに写っている人物aを6方向から写した写真を得ることができる｡)

## ロケットガム
ロケットガムは、「ロケットガム」（藤子・F・不二雄大全集第4巻に収録）に登場する。
このガムを噛むと強烈なおならが出て、その反動でロケットのように空を飛ぶことができる。
てんとう虫コミックスでは第11巻収録「ドラえもん大事典」で紹介されている。

## ロケットストロー
ロケットストローは、「のび太のスペースシャトル」（てんとう虫コミックス第25巻に収録）に登場する。
ストローを象った道具。口に咥える部分がロケットを模しており、そこから息を吹き込むと、実際のロケットの噴射ガスと同等の力で空気を吹き出すことができる。息の強さや加減を調整することにより、自在に空を飛ぶことも可能。ただし、ストローを口から離すと墜落するので危険。
作中では出木杉のアイデアで、このストローを応用した4人以上乗れるロケット（厳密にはスペースシャトル型の垂直離着陸機）が作られた。操縦席の吹き込み口から息を吹き込み、操作盤のスイッチでストローを吹き分ける仕組みだったが、乗っ取ったジャイアンとスネ夫が勢い余って吹き込み口を鼻水まみれにしたため墜落した。

## ロケットそうじゅうくんれん機
ロケットそうじゅうくんれん機（ロケットそうじゅうくんれんき）は、「ロケットそうじゅうくんれん機」（てんとう虫コミックス第13巻に収録）に登場する。
ロケット操縦訓練用のシミュレーター。訓練機の座席からの操縦により、小型の円盤を無線で操る。円盤のカメラが捉えた家や町などありふれた映像が、惑星や宇宙など映像に変換され、座席のスクリーンに映し出され、宇宙探検さながらの臨場感を楽しめる。人間や動物は未知の生物や恐竜に見える。円盤が強い衝撃を受けて破壊されると、訓練機自体も爆発してしまう。
テレビアニメ第2作第2期では円盤にマニピュレーターが装備されている。

## ロケットのたこ
ロケットのたこは、「ドラえもんあげる」（てんとう虫コミックス第0巻に収録）に登場する。
ドラえもんが自作した大きな凧。凧自体にポケットが付いており、ここに人が3人ほど乗り込むことができ、2基のロケットノズルで空を飛ぶことができる。
なお登場エピソードは以前は単行本未収録だったが、ドラえもんの公式Webサイト『ドラえもんチャンネル』内の『コミックチャンネル』に、「ザ・ショートその2」のタイトルで掲載されていた。

## ロケットペーパー
ロケットペーパーは、「ドラえもん大事典」（てんとう虫コミックス11巻に収録）に登場する。
巨大な折り紙を模した道具。乗り物を折ることで、本物の乗り物そっくりに動く。人を乗せることもできる。
初出版（『小学四年生』1976年3月号掲載「未来の遊び百科」）では「動力おりがみ」と呼ばれていた。

## ロッカーカッター
ロッカーカッターは、「ロッカーカッター」（ぴっかぴかコミックス第11巻に収録）に登場する。
カッターナイフを象った道具。壁、床、地面などをこのカッターで切り開くと、そこに「超空間ロッカー」と呼ばれる空間が作り出され、そこに物体を収納することができる。超空間なので、厚みのないものでも充分な広さの空間ができる。物をしまった後は、蓋を切り開く前同様に元に戻しておけば、見た目はロッカーがあることが全くわからなくなる。

## ロビンソンクルーソーセット
ロビンソンクルーソーセットは、「ロビンソンクルーソーセット」（てんとう虫コミックス第39巻に収録）に登場する。
ロビンソン・クルーソーさながらの漂流ごっこのスリルを味わうためのレジャー用品。20センチメートルほどの大きさの樽に、サバイバル生活の必需品が詰まっている。樽自体にはボタンが付いており、ボタンを押すと霧が流れ、その霧の中を進むと、たとえどこにいる状況であろうと本物の無人島に辿り着く（作中では公園の池から海上の孤島へ流れ着いた）。もう一度ボタンを押すと霧が晴れ、元の場所に戻ることができる。ただし、時間の流れは本来の時間と同じであるため、のび太はママにボート代としてお小遣いから引かれる羽目になった。
樽の中に入っているセット内容は以下のとおり。
マイハウスガス
このガスを木に噴きつけると、幹がキビがらのように軽く柔らかくなるので、人力で折ったり持ち運ぶなどして簡単に小屋を作り上げることができる。小屋の完成後は、木は元通りの頑丈さに戻る。
キモノン液
植物にこの液を注射すると、葉が衣服を象るので、衣服として使用できる。
食べ物さがしめがね
この眼鏡をかけると食べ物しか見えなくなるので、野生の植物などを食料として採取する際、食用に適する物のみをより分けることができる。
魚型かまぼこのもと
瓶の中に小さな魚型のかまぼこが入っており、これを海にばら撒くと海中で膨張し、本物の魚そっくりになる。骨はないため食べやすい。
脅かしラッパ銃
2017年8月18日放送分に登場したアニメオリジナル道具。これを鳴らすと猛獣は驚いて逃げる。

## ロボ警官と署長バッジ
ロボ警官と署長バッジ（ロボけいかんとしょちょうバッジ）は、「のび太の地底国」（てんとう虫コミックス第26巻に収録）に登場する。
警官を模したこけし型のロボット「ロボ警官」4体(アニメでは6体)と、星型の「署長バッジ」のセット。署長バッジを着けた者（以下「署長」）の命令でロボ警官が動き、悪事を犯した者を体当たりしたり縄で縛ったりして懲らしめる。ロボ警官4体でジャイアンを簡単に捕らえる事が出来るが、ロボ警官が単体であったり、捕らえる相手が複数の場合は捕らえるのが難しい。またあくまで署長の命令に従うので、署長が公正さを保たないと単なる暴力と化す危険がある。

## ロボッター
ロボッターは、「ロボッターの反乱」（てんとう虫コミックス第19巻に収録）などに登場する。
コンピュータと動力装置が内蔵された、粒状の道具。普段は瓶に無数に収納されている。これを付けた物体はロボットになり、命令するとそれに従って動くようになる。感情らしきものもあり、横暴な命令を続けるとロボットたちが反乱を起こす場合もある。
動力は電池だが、小型だけに容量も少なく、700メートルほど動くと電池が尽きる（『のび太の宇宙小戦争』）。
現在確認されているひみつ道具の中では一番小さいとされている。
『のび太と雲の王国』でも登場するが、前述のものと大きく異なり、機械仕掛けの骨組みの形をしている。また無数にあった粒状のロボッターと異なり、高価であるとしてドラえもんは当初数体しか所持していなかった。また動力源は使い捨ての電池から太陽電池に変わっている。
ザ・ドラえもんズ スペシャル・2巻「七夕の願い」ではドラえもんズのメンバー・ドラニコフの道具として登場。重い病気で入院している少女の人形に付けたことで意思を持つ人形が誕生した。喜んだ少女は七夕に「ドラニコフと天の川を見れますように」と願いを書くも、その願いは叶うことなく亡くなってしまう。ドラニコフは少女の死を悲しむも、少女は自らの死を悟り人形に魂が宿った。ドラニコフは少女の「天の川を見たい」という願いを叶えようとするも、直前にロボッターの電池が切れかけてしまい、挙句に悪天候の影響で空が見えない状態になってしまう。そこで、ドラえもんが草むらのホタルを飛び立たせて天の川に見立てる。少女は念願叶って天の川を見ることができたものの、同時に電池が切れてしまい元の動かない人形に戻ってしまった（ドラニコフは少女の魂が完全に散ったことに悲しんだものの、人形は最後まで少女の面影を残して笑みを浮かべていた）。
テレビアニメの旧声優陣版アニメでは「ボディーガードにご用心」新ドラえもん第2作第2期では、700メートル以上動いたり、数日経っても電池が尽きない設定になっている。「のび太イレブン」の作中では「立体コピー紙」で増やしたのび太の人形に取り付けたが、全員のび太と同じ運動音痴になっていた。また、ドラえもん曰くロボッターで動いている人形は食べ物を食べないとのこと。
ロボッターとりもどしじしゃく
「ロボッターの反乱」（てんとう虫コミックス第19巻に収録）に登場する。
U字型磁石を模した道具。物体に付けたロボッターをはがし、引き寄せて回収することができる。

## ロボット足
ロボット足（ロボットあし）は、「ロボット足」（ぴっかぴかコミックススペシャル『カラー版ドラえもん』に収録）に登場する。
足を模した、目測10センチメートル大の道具。これを物体につけるとロボットになり、意思を持って歩くことができるようになる。物の名前を呼ぶことで手元へ呼び寄せたりできるが、完全に命令に従うわけではなく、勝手に散歩してしまったりもする。
てんとう虫コミックスでは第11巻収録「ドラえもん大事典」でのみ紹介されている。

## ロボットえんぴつ
ロボットえんぴつは、「ロボットえんぴつ」（ぴっかぴかコミックススペシャル『カラー版ドラえもん』に収録）に登場する。
鉛筆を象ったロボット。目と足を持つ。書きたいものを言葉で命令するとそれを描く。どんな色でも出すことができる。
ただし勘違いしやすく、似顔絵を書くつもりで「顔を書け」と命令すると人の顔自体に落書きをしたり、紙でなく壁に書いてしまったりする。

## ロボット・カー
声 - 不明（1973.7）→嶋方淳子（2000.9）
ロボット・カーは、「ロボット・カー」（てんとう虫コミックススペシャル『ドラえもんカラー作品集』第5巻に収録）に登場する。
意思を持つ2人乗りオープンカー。フロント部分が顔のデザインになっている。操縦は不要で、目的地までの地図を鼻に入れると走る。自動車としての性能も優れ、道のないところでも壁面を走ったり、ジャンプで進むことができる。
言葉は話せないものの感情があり、悪口を言われて怒ったり、美しい車に一目惚れしたり、速い車に対抗意識を燃やしたりもする。

## ロボット消しゴム
ロボット消しゴム（ロボットけしゴム）は、「ロボットえんぴつ」（ぴっかぴかコミックススペシャル『カラー版ドラえもん』に収録）に登場する。
ロボットえんぴつと同じく、消しゴムを象ったロボット。目と口と足を持つ。命令したものを消す。
作中では「ロボットえんぴつ」の落書きを消すために用いられた。人の顔に描いた落書きを消す際は、髪や鼻まで消してしまうという、「取り消しゴム」に似た効果もある。

## ロボットねん土
ロボットねん土（ロボットねんど）は、「ロボットねん土」（藤子・F・不二雄大全集第15巻に収録）に登場する。
缶の中に粘土が入っており、これで動物などを作ると本物同様に動く。缶は小さいが中の粘土は大量で、ゾウでも作り上げることができる。しかし、あくまで形に忠実に動くので、本人がイヌのつもりで作っても、造形が下手だった場合は、イヌではなくネコのように動いたりもする。

## ロボットのおに
ロボットのおには、「おにロボット」（ぴっかぴかコミックススペシャル『カラー版ドラえもん』に収録）に登場する。
鬼を模した、目測2メートル大のロボット。節分で用いるための豆が足りないときに使用する。あちこちの家を回って脅かし、その家でロボット目掛けて投げられた豆を、口で受け止める。後でロボットの腹部を開くと、豆をどっさりと取り出すことができる。

## ロボットのもと
ロボットのもとは、「ロボット雪だるま」（てんとう虫コミックス『ドラえもんプラス』6巻に収録）に登場する。
スプリング状の手足を持つ、小型のロボット。これを雪だるまの中に入れると雪だるま自体がロボットとなり、命令に従い自在に動くようになる。壊れたものを取り付けると、暴れん坊のロボットになる。
原作では壊れたロボットのもとを使用した暴れん坊雪だるまは自分が熱に弱いことを知らずコタツの熱で溶けたが、テレビアニメ版では知っていたため、正常なロボットのもとを使用した小さな雪だるまが壊れたロボットのもとを持って来たことに責任を感じて、暖房機器を使い（第2作第1期では暴れん坊雪だるまの中に潜りこみストーブに誘導して）自分ごと溶かしてしまった。

## ロボット背後霊
ロボット背後霊（ロボットはいごれい）は、「ロボット背後霊」（てんとう虫コミックス第37巻に収録）に登場する。
人工的に造られた背後霊型ロボット。缶詰に入っている。缶を開けると煙が出て、開けた人に目に見えない背後霊が取り付き、使用者が心に思ったことをしてくれる。使い捨てで、効果は24時間持続する。
あまりに気が利きすぎる上に、やり方がかなり乱暴なことが難点。例えば開けた人を叱ろうとしたり人が漫画本を読んでいるところを見て、ちょっと「面白そう」と思っただけで、その人を暴行して漫画を取り上げたりする。また、風呂にも一緒に入ってくるため、お湯が押し出されてすぐなくなってしまう。口があるらしく、食事する事もある。
同様の道具に「かげながら」「とうめいボディーガードプラモ」がある。

## ロボット服
ロボット服（ロボットふく）は、「ロボット服」（てんとう虫コミックススペシャル『ドラえもんカラー作品集』第3巻に収録）に登場する。
長袖シャツとズボンがつながったような服で、それ自体がロボットになっている。襟元のボタンを押して言葉で「――へ行け」「――をしろ」などと命令すると、その通りに服が動く。この服を着て自分で命令すれば、自分で体を動かさなくても服が動くので、あまり疲労を感じず、また寝たままでも動くことができる。命令しさえすれば強力な腕力を出すこともできる。
なお、『ドラえもんひみつ道具完全大事典』等の文庫本では、服だけが脱げて走って行ったり、ボタンを押してもいないのに「学校に行くぞ」という声に反応して庭に干してあったロボット服が走りまわる描写がある。

## ロボット福の神
声 - 長嶝高士（2000.9）
ロボット福の神（ロボットふくのかみ）は、「ロボット福の神」（藤子・F・不二雄大全集第1巻に収録）に登場する。
福の神こと七福神の大黒天を模した小型ロボット。スイッチを入れると笑い出し、この笑い声を聞いた人は、スイッチを入れた人に対して親切にしたくなったり、物をあげたくなったりする。効き目は非常に強力で、物や金をあげたくなるのは序の口で、作中では国会が日本国をのび太にあげそうになった。
ただしドラえもんの持つロボット福の神は中古品であり、調節し損なうと不気味な笑い声をあげ、それを聞いた人は逆に怒り出して、スイッチを入れた人を殴ったりする。
第2作第1期ではスネ夫が巨大な漬物石を担いで運ぶ羽目になり、漬物石に潰されると「何でこうなるの…助けて、ママ〜!!」と悲鳴を上げるオチとなっていた。
「福貧コンビ」の福の神ロボットとは異なる。

## ロボットペーパー
ロボットペーパーは、「ロボットペーパー」（てんとう虫コミックス第11巻に収録）に登場する。
一見ただの紙だが、これを切って人物、動物、乗り物などの工作を作ると、本物のように動き、本物のような力を出す。作中では以下の物を作っている。
- チョウ：三角形が二つつながっただけの単純な形だが、ちゃんと本物のように飛ぶ。
- 紙相撲の力士：突っ張りの稽古をすれば家が地震の様に揺れ、ジャイアンを投げ飛ばすほどの怪力。四股名は「のびの海（-うみ）」。
- ヤギ：庭の雑草を食べさせる。
- イヌ：留守番代行の番犬にする。
- 自動車：のび太とドラえもんを乗せ、本物のバスを追えるほどの速度が出る。